# بودرة وجه

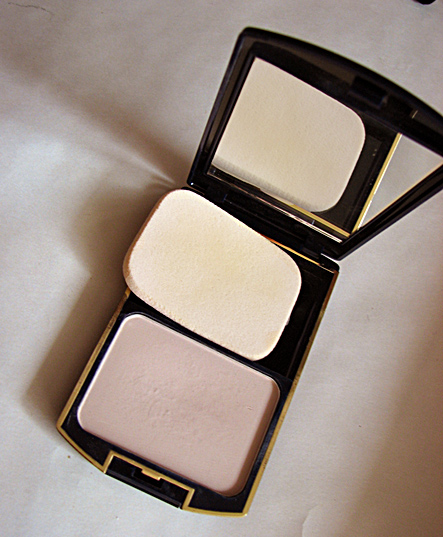

بودرة الوجه عبارة عن مسحوق تجميلي يوضع على الوجه بعد وضع كريم الأساس، يمكن أيضًا إعادة وضعه على الوجه على مدار اليوم لتقليل اللمعان الناجم عن البشرة الدهنية.

## الأنواع
هناك مسحوق شفاف، وهناك مسحوق مصطبغ. وهناك أنواع معينة من مساحيق الوجه المصطبغة من المفترض أن توضع بمفردها دون كريم أساس. مثل مسحوق نغمات الوجه ويعطي مظهر متساو. إلى جانب تنغيم الوجه، يمكن لبعض المساحيق المزودة بحماية من الشمس أن تقلل أيضًا من تلف البشرة بسبب أشعة الشمس والضغط البيئي.
يأتي معبأ كمسحوق مضغوط، ويمكن وضعه بواسطة الإسفنج، أو فرشاة.
بسبب التباين الواسع بين ألوان البشرة، هناك مجموعة متنوعة من ألوان بودرة الوجه المقابلة، وهناك أيضًا عدة أنواع من المساحيق. البودرة شائعة الاستخدام في منتجات التجميل هي التلك (أو بودرة الأطفال).

## تطبيق
يجب اختيار بودرة الوجه بعناية لتتناسب مع لون البشرة لإظهار أفضل النتائج.

## مكونات
- بودرة التلك.
- نشا الذرة.